# Gilchrist (Texas)
Gilchrist war eine gemeindefreie Siedlung und ein Badeort an der Texas State Route 87, etwa 27 Kilometer östlich von Bolivar Point auf der Bolivar Peninsula im Galveston County des US-Bundesstaats Texas.

## Geschichte
Die Siedlung erhielt ihren Namen nach Gibb Gilchrist (1887–1972)
der nach dem zerstörerischen Hurrikan des Jahres 1915 die Eisenbahnlinie von High Island nach Port Bolivar wieder aufbaute. Davor hieß der Ort Rollover.
1950 wurde in Gilchrist ein Postamt eröffnet. Ein Kennzeichen der Siedlung ist Rollover Pass, der sowohl die Bolivar Peninsula als auch Gilchrist teilt und dem Wasseraustausch zwischen der East Bay und dem Golf von Mexiko dient. Unter Sportfischern ist diese Stelle beliebt. Rollover Pass war ein natürlicher Durchlass, der bis 1955 verschlossen war. Er wurde damals durch die Texas Game and Fish Commission im Rahmen des Naturschutzes und zur Verbesserung der Lebensbedingungen von Fischen und Wild in der Bucht wiederhergestellt.
Bei den Volkszählungen 1990 und 2000 hatte der Ort eine ständige Bevölkerung von etwa 750 Personen, während der Feriensaison lebten hier weitaus mehr Personen. Als am 13. September 2008 Hurrikan Ike über die Halbinsel zog, lebten ungefähr eintausend ständige Bewohner in der Siedlung, allerdings unterlag Gilchrist einer Evakuierungsanordnung.

## Hurrikan Ike

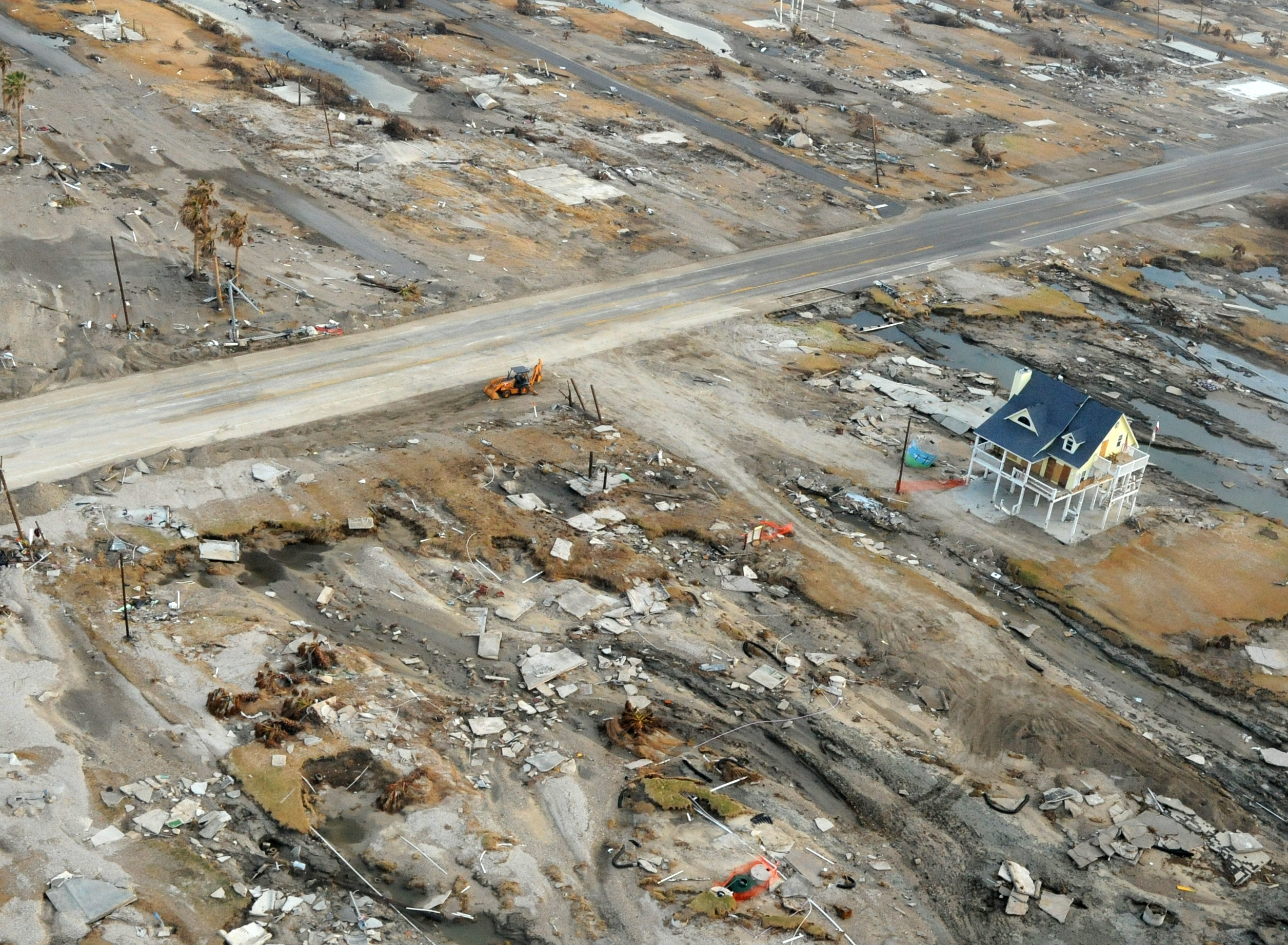
Gilchrist nach dem Hurrikan Ike.

Am 13. September 2008 wurde Gilchrist durch Hurrikan Ike verwüstet, wobei der Baubestand bis auf wenige Häuser fast vollständig zerstört wurde. Die Küsten wurde im Bereich von Gilchrist durch Küstenerosion ausgezahnt. Die durch Ike verursachte Sturmflut hat das Aussehen des Küstenabschnittes dauerhaft verändert.
Luftaufnahmen der NOAA machten die fast vollständige Zerstörung von Gilchrist erkennbar. Insgesamt hat nur eine Handvoll Häuser den Sturm überstanden.